# Ingatlanközvetítés
Az ingatlanközvetítés egy olyan tevékenység, ahol egy harmadik személy megpróbálja és/vagy összehozza az eladót (bérbeadót) és a lehetséges vevőt (bérlőt).

## Szereplői
Az ingatlanpiacon gyakorlatilag három szereplő találkozhat:
- az ingatlan tulajdonosa(i)
- a vevőjelöltek
- az ingatlanközvetítő.

Az esetek nagy százalékában a tulajdonosok nem bíznak meg szakembert az értékesítési folyamatban, ilyenkor a három szereplőből csak kettő találkozik.
Az ingatlanközvetítés igen komoly háttérmunkával jár, melynek során az ingatlanközvetítő szakmai tudása segítségével az árat helyesen pozicionálja, kezeli az esetleg tömegesen érkező, ám komolytalan érdeklődőket és csak a ténylegesen potenciális ügyfeleket hozza össze az eladókkal.
Magyarországon sokan ellenségesek az ingatlanközvetítéssel szemben, de ezzel párhuzamosan az utóbbi években egy másik trend is megfigyelhető, ahol a szakma egyre elfogadottabbá válik.
Ugyanakkor az ingatlanközvetítés nem nélkülözhetetlen az ingatlan értékesítési folyamatában, anélkül is el lehet adni azt.
Ha sürgős az eladás, az ingatlan szakmai elemzésére, hibáinak feltérképezésére gyorsabb értékbecslést készíttetni egy erre szakosodott, független értékbecslővel, és annak eredményének fényében pontosabban pozicionálni az árat.
Azok, akiknek több az idejük, néhány gondos fénykép elkészítésével, a hirdetési helyek alapos megválogatásával maguk is könnyedén eladhatják az ingatlanjukat.
Ennek elősegítésére léteznek kifejezetten olyan internetes felületek, ahol közvetítők nem, csak tulajdonosok hirdetik ingatlanjaikat.
Mind az ingatlanközvetítéssel történő eladásnak, mind a saját magunk általi értékesítésnek vannak előnyei is és hátrányai is.
Az ingatlanközvetítés során az ingatlan árába bele kell kalkulálni a jutalékot, így ha az eladónak fixen szüksége van egy bizonyos összegre, akkor ingatlanját csak magasabb áron tudja értékesíteni, amivel csökkenti az eladás esélyét abban az esetben, ha ugyanilyen ingatlanok jutalék nélkül kalkulált áron kerülnek be az ingatlanpiacra.
Az ingatlanközvetítőnek azonban más ingatlanjára is jelentkezhet vevőjelölt, akinek adott esetben ezt az ingatlant is bemutathatja, így gyorsítva az értékesítés sokszor lassú folyamatán.
Ha ingatlanközvetítés nélkül adja el a tulajdonos az ingatlant, akkor ezt a jutalékra fordított összeget, mely igen komoly, akár hétszámjegyű is lehet, megspórolja, viszont potenciális érdeklődőktől esik el.

## Az ingatlanközvetítés tárgya
Bármilyen ingatlan eladásával illetve kiadásával meg lehet bízni ingatlanközvetítőt.
Az ingatlanközvetítés magába foglalja a legkisebb garzonlakások, de akár hatalmas ipari parkok, ipari ingatlanok eladására illetve bérbeadására vonatkozó tevékenységet is.

## Az ingatlanközvetítés törvényi szabályozása Magyarországon, egyéb feltételek
Az ingatlanközvetítés hatályos jogszabályai:
1.Az ingatlanközvetítés jelenleg hatályos szabályait a 91/1988. (XII.22.) MT és a 17/1990. (II.1.) MT rendeletekkel módosított 49/1982. (X.7.) MT rendelet (a továbbiakban: R.), az ennek végrehajtására kiadott 13/1988. (XII.27.) ÉVM rendelet (a továbbiakban: Vhr.) állapítja meg, mely utóbbit a 8/1990. (II.1.) BM rendelet 5. §-ának (3) bekezdése módosította.
Ezek mellett az ingatlanközvetítői szakképesítés szakmai és vizsgáztatási szabályait a 8/1995. (V. 25.) BM rendelet a (a továbbiakban: SzkR.) állapítja meg. Megjegyezzük, hogy a korábbi szakképesítési előírások 1994. július 2-ával hatályukat vesztették, az új SzkR. pedig majd egy évvel később lépett hatályba, ezért ez idő alatt hiányzott a R.-ben előírt szakképesítés megszerzésének jogi szabályozása.
2009.11.26-től szigorodtak az ingatlanközvetítői, ingatlanvagyon-értékelő és közvetítői tevékenység feltételei.Nullás köztartozási igazolás kell az ingatlanközvetítéshez.
Az üzletszerűen végzett ingatlanközvetítői, illetőleg üzletszerűen végzett ingatlanvagyon-értékelő és közvetítő tevékenység feltétele szakirányú végzettség megléte.
2.A pénzmosás és terrorizmus finanszírozása megelőzéséről és megakadályozásáról szóló 2007. évi CXXXVI. törvény (a továbbiakban: Pmt.) 33. §. (1) alapján az ingatlanügylettel kapcsolatos tevékenységet folytató szolgáltatók (a továbbiakban: szolgáltató) belső szabályzatot készítenek. A szolgáltatók meglévő szabályzatukat a mintaszabályzat megjelenése után, legkésőbb a Pmt. hatályba lépését követő 90 napon belül átdolgozzák annak érdekében, hogy a szolgáltató (beleértve a szolgáltató vezetőjét, alkalmazottját, segítő családtagját) a Pmt.-ben meghatározott kötelezettségeknek eleget tudjon tenni, és azon szokatlan ügyleteket, melyek bűncselekmények elkövetéséből származó pénznek a szolgáltatón keresztül történő tisztára mosását, valamint a terrorizmusnak pénzzel való támogatását célozhatják, képes legyen felismerni.
Ingatlanügylettel kapcsolatos tevékenységet folytató szolgáltatónak minősül a Pmt. 3. § h) pontja alapján az, aki ingatlan tulajdonjoga átruházásának, bérleti jogának üzletszerű közvetítését végzi, ideértve az ügyleti megbízás előkészítését, az ingatlan forgalmi értékének becslését, valamint az üzletszerű ingatlan-beruházást és ingatlanfejlesztést.
Üzleti kapcsolatnak minősül az ügyfél és a szolgáltató között a szolgáltató tevékenységi körébe tartozó ingatlanügylettel kapcsolatos tevékenység igénybe vételére vonatkozó írásbeli szerződéssel létrejött tartós jogviszony.
Ügyleti megbízásnak minősül az ügyfél és a szolgáltató között a szolgáltató tevékenységi körébe tartozó ingatlanügylettel kapcsolatos tevékenység igénybevételére vonatkozó szerződéssel létrejött eseti jogviszony.
Ügyfél-átvilágításnak minősül, ha a szolgáltató írásban rögzíti az ügyfél, a rendelkezésre jogosult, a meghatalmazott, illetve a képviselő személyazonosságára vonatkozó adatokat és a személyazonosság igazoló ellenőrzését elvégzi, valamint rögzíti a tényleges tulajdonos személyazonosságára vonatkozó adatokat és elvégzi a személyazonosságának igazoló ellenőrzését. Az azonosító adatokat a Pmt. 9. § (1)-(2) bekezdéseiben és a 10. § (1) bekezdésében meghatározottak szerint megbízhatóan és visszakereshetően rögzíti gépi vagy papír alapú adathordozón.
Azonosításnak minősül a Pmt. 7. § (2)-(3) bekezdésében, továbbá a 8. § (2)-(4) bekezdésében meghatározott adatok írásban történő rögzítése.
Személyazonosság igazolására alkalmas hatósági igazolvány: személyazonosító igazolvány, útlevél, valamint kártya formátumú vezetői engedély.
Személyazonosság igazoló ellenőrzése: az ügyfél, a meghatalmazott, a rendelkezésre jogosult, továbbá a képviselő személyazonosságának a Pmt. 7. § (4)-(6) bekezdésében meghatározottak szerinti okiratokkal történő, továbbá a tényleges tulajdonos személyazonosságának a 8. § (5) bekezdésében meghatározottak szerinti nyilvántartásban történő ellenőrzése.

## Az ingatlanközvetítés folyamata
1. Az ingatlanközvetítő és az ingatlan tulajdonosa(i) ez utóbbi azonosítása után megbízási szerződést kötnek határozott vagy határozatlan időtartamra.
Az azonosítás folyamata nagyon fontos, mivel a pénzmosás és terrorizmus finanszírozása megelőzéséről és megakadályozásáról szóló 2007. évi CXXXVI. törvény (a továbbiakban: Pmt.)kötelezi az ingatlanközvetítőt mind az eladó, mind a vevő ellenőrzésére.
A megbízási szerződés pontosan tartalmazza a jutalék mértékét.
2. A megbízási szerződés megkötésekor az ingatlanközvetítő felméri a lakást:
részletes adatlapot tölt ki az ingatlan méreteiről, alaprajzáról, négyzetmétereiről, tájolásáról, komfortfokozatáról, stb.
3. Fényképeket készít az ingatlanról.
4. Ingatlanhirdetést ad fel: valamilyen fórumon, például saját honlapján megjelenteti egy rövid, ámde mégis részletes leírással együtt az ingatlan adatait, annak fényképeit.
5. Ügyfelei körében ajánlja az ingatlant illetve új ügyfeleinél ellenőrzi, a lakás megfelelhet-e az igényeinek.
6. Adott esetben bemutatja a lakást a már ellenőrzött ügyfeleinek.
7. Segíti mindkét fél érdekeit szem előtt tartva az áralku létrejöttét.
8. Adás-vételi létrejöttekor jelen van esetleges vitás kérdések megoldásának segítése végett.
9. Az eladott ingatlan után a jutalék kifizetése megtörténik.

## Szakmai szervezetek Magyarországon
- RICS Magyarország (RICS)
- [ http://www.miosz.hu Magyar Ingatlanközvetítők Országos Szövetsége (MIOSZ)]
- Magyar Ingatlanszövetség (MAISZ)
- Magyar Ingatlan Tanács (MIT)[halott link]
- OriGo Ingatlanbörze Egyesülés
- Magyar Ingatlanklub (MIK)
- Magyar Ingatlan-Gazdálkodók Szövetsége (MIGSZ)
- Magyarországi Érdekképviseleti Egyesülete (IME)
- Magyar Ingatlanközvetítők és Értékbecslők Szakmai Szervezete (MIÉSZ)

## Szakmai szervezetek külföldön
- National Association of Realtors (NAR)
- Royal Institution of Chartered Surveyors (RICS)
- Európai Ingatlanszövetség (CEI) (CONFEDERATION EUROPEENNE DE L IMMOBIL)
- National Association of Exclusive Buyer Agents
- Realtor Political Action Committee (RPAC)
- Közép Európai Ingatlanszövetség (Central European Real Estate Associations Network)
- Nemzetközi Ingatlanszövetség (Fédération Internationale des Professions Immobiliéres)
- National Association of Real Estate Brokers (NAREB)
- Reáltorok Nemzeti Szövetsége (National Association of Realtors)
- International Consortium of Real Estate Associations (ICREA)

## Külföldi ingatlanközvetítési trendek, képzések
A legnagyobb különbség Magyarország és más országok közt, hogy a legtöbb helyen, (pl. Franciaország, Németország, Anglia, Egyesült Államok, Svájc) komoly, akár egyetemi szintű képzések közül is lehet válogatni, míg Magyarországon csak az értékbecslőknek létezik felsőfokú képzés.
Franciaországban többszintű érettségit is kialakítottak az ingatlanközvetítés elsajátítására, ami után egyetemi képzésre is lehet menni.
Svájcban kifejezetten magas színvonalú ingatlanközvetítő iskolák vannak, ahol nem csak a közvetítést, de egyéb szakmai ismereteket is elsajátítanak a tanulók.
Az Egyesült Államokban javasolják minimum két év felsőfokú képzés elvégzését.
Így az ingatlanközvetítés megítélése is jobb, mint Magyarországon, ahol makacsul tartja magát a tévhit, hogy ingatlanközvetítő bárkiből lehet, amit erősíthet a tény, hogy saját, kifejezetten erre a szakmára specializálódott felsőfokú képzési forma nincsen.
A magyar helyzet másban is eltér az említett piacokétól:
külföldön magasabb százalékokat fizetnek a megbízók az ingatlanközvetítésért, mely akár elérheti a 10%-ot is szemben a Magyarországon legmagasabban fellelhető 5%+ÁFÁT, azonban nagy különbség, hogy a többszörös jutalékok kizárólagos szerződésekkel párosulnak.
Ráadásul az értékesítések többsége ingatlanközvetítéssel történik.
A kizárólagos szerződések rendszerével az eladó ingatlanok nyilvántartásba vétele is megoldott, mivel nem érdeke például az amerikai piacon az ingatlanközvetítőnek eltitkolnia az árult ingatlan címét.
Ennek hiánya az ingatlanközvetítésben Magyarországon máig óriási űr, mivel az egyetlen valóban ellenőrizhető és szabályozott ingatlan nyilvántartó rendszer, a Földhivatal jellegéből adódóan nem lesz soha alkalmas eladó ingatlanok komplex adatbázisának felállítására.
Másik különbség hazánk ingatlanközvetítési jellemzői és például az Amerikai Egyesült Államoké közt az az amerikai trend,
ahol gyakoriak a nyitott ház (open house)bemutatók, amikor egy előre meghirdetett napon bárki eljöhet és körbejárhatja az adott ingatlant.
Az ilyen nyitott ház rendezvényeket részletről részletre megtervezik, ez a stageing.
Az ingatlant szakemberrel berendezik, akár bútorokat is bérelnek, minden nagyon precíz és profi, a rendezvényt beharangozó szórólapoktól, marketing anyagoktól kezdve olyan apró részletekig, mint akár csak az asztalon elhelyezett virág, vagy a felszolgált frissítő.
Magyarországon az open house-nak még nincsen jelentős múltja.
Szintén külföldi piacokon elterjedt az a módszer, ahol például nyaralást vagy autót adnak az ingatlanvásárlás mellé ajándékba.
Nálunk szinte kizárólag a beruházók azok, akik komolyabb értékű ajándékot adnak, de ezek ritkán haladják meg az ajándék klíma vagy redőny mértékét, bár az első ajándék autók is kezdenek megjelenni a piacon.

## Ingatlanközvetítéssel, ingatlan befektetéssel foglalkozó szakmai lapok, rádió, egyéb szakirodalom, segédanyag, témával foglalkozó vagy idevágó kiadvány
Magyar nyelvű kiadványok:
- Dr. Petrik Ferenc: Ingatlan-nyilvántartás - Kommentár a gyakorlat számára
- Erdős Béla: Ingatlan perek
- George H. Ross: Trump ingatlanstratégiái
- Mike Summey és Roger Dawson: A Hétvégi Milliomos INGATLANBEFEKTETÉSI titkai
- CSERVEN GÁBOR - INGATLANKÖZVETÍTŐK KÉZIKÖNYVE
- Craig Hall: IDŐZÍTÉS AZ INGATLANPIACON
- Ingatlankönyvtár - Magyar Ingatlanszövetség
- Ingatlan és Befektetés havilap

Idegen nyelvű anyagok
- REALTOR® Magazine
- http://www.retradio.com/
- Robert de Heer: Realty Bluebook
- Robert de Heer: Realty Bluebook Financial Tables
- Jim Pellerin: 7 Steps to Real Estate Riches: Make millions in Real Estate using the AIMS Realty Investment Method
- Ed Freeman:Desert Realty
- William Sullivan Pattee: Illustrative Cases in Realty
- Realty Executives International Business Background Report
- Alison Rogers: Diary of a Real Estate Rookie
- Real Estate Magazine
- Realty Times
- http://www.realestatebook.com/
- Henning J. Grabener: Immobilien-Fachwissen von A-Z

## Ingatlanközvetítéssel, ingatlanfejlesztéssel, rokon szakmákkal foglalkozó rendezvények
- RealEast Expo
- Portfolio Property Investment Forum
- Ingatlan Szakmai Konferencia
- REevolutio Consulting
- Magyar Ingatlanszövetség konferencia (MAISZ)
- EIRE Nemzetközi Ingatlan EXPO és Konferencia
- NAPI INGATLAN KONFERENCIA, KONFERENCIA A FENNTARTHATÓ FEJLŐDÉSRŐL
- Realtors conference and sentence[1]
- CEE Real Estate
- 2010 Midyear Meeting & Trade Expo
- Immobilien Konferenz Deutschland
- RECON The Global Retail Real Estate Convention Las Vegas
- Interhome - Moscow International Exhibition of Real Estate Abroad
- NOPEX - Investment Opportunities and Property Investment Exhibition